# Euler-egyenletek
Az Euler-egyenletek a belső súrlódás (viszkozitás) nélküli ideális közeg mozgását leíró differenciálegyenlet-rendszer. Nevét Leonhard Euler után kapta. Az egyenletek a tömeg, az impulzus és az energia megmaradását fejezik ki és a Navier-Stokes egyenletek viszkozitás és hővezetés nélküli alakjának felelnek meg. Euler csak a folytonosságot és az impulzus megmaradását vezette le, de a folyadékok mechanikája irodalma általában az energiamegmaradással bővített egyenletrendszert is Euler-egyenleteknek hívja.
A Navier-Stokes egyenletekhez hasonlóan az Euler-egyenleteket is kétféle alakban szokás megadni: az egyik esetben az egyenleteket az álló koordináta-rendszerhez képest rögzített közegtérfogatra írják fel, a másik esetben pedig egy közegtérfogat változásait írják le, amint az áramlással együtt továbbhalad. Az Euler-egyenletek mind összenyomható (gáz), mind összenyomhatatlan (folyadék) közegre érvényesek, ez utóbbi esetben a sebességek vektorterének divergenciája zérus.

## Az eredeti Euler-egyenlet álló koordináta-rendszerben

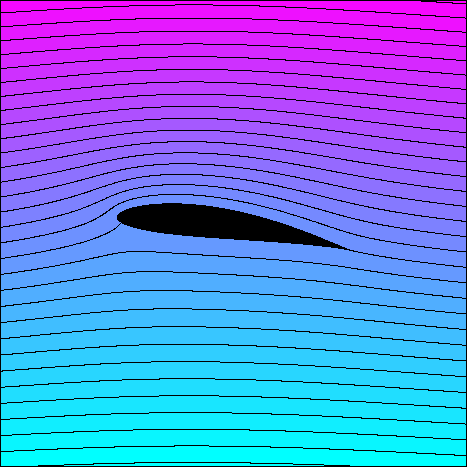
Szárny körül áramló ideális folyadék áramvonalai

Az Euler egyenlet a folyadékrészre ható erők és a gyorsulása között teremt összefüggést:
{\displaystyle {\frac {d{\vec {v}}}{dt}}={\vec {g}}-{\frac {1}{\rho }}\operatorname {grad} \;p},
ahol
{\displaystyle {\frac {d{\vec {v}}}{dt}}} a folyadékrész gyorsulásvektora,
{\displaystyle {\vec {g}}} a nehézségi gyorsulás vektora,
{\displaystyle \rho } a folyadék sűrűsége,
{\displaystyle p} pedig a nyomás skalár mezője.
A folyadékrész gyorsulására a következő összefüggés írható:
{\displaystyle {\frac {d{\vec {v}}}{dt}}={\frac {\partial {\vec {v}}}{\partial t}}+\operatorname {grad} \;{\frac {v^{2}}{2}}-{\vec {v}}\times \operatorname {rot} \;{\vec {v}}}
Ezzel az Euler-egyenlet így is írható:
{\displaystyle {\frac {\partial {\vec {v}}}{\partial t}}+\operatorname {grad} \;{\frac {v^{2}}{2}}-{\vec {v}}\times \operatorname {rot} \;{\vec {v}}={\vec {g}}-{\frac {1}{\rho }}\operatorname {grad} \;p}
Végül, ha a sűrűség a nyomásnak függvénye (összenyomható közeg esetén), a jobb oldal így is írható:
{\displaystyle {\vec {g}}-{\frac {1}{\rho (p)}}\operatorname {grad} \;p={\vec {g}}-\operatorname {grad} \;\int \limits _{p_{0}}^{p}{\frac {dp}{\rho (p)}}}

## Az egyenlet „természetes” koordináta-rendszerben
Ha az áramlás stacionárius (időben nem változó), és a koordináta-rendszert úgy vesszük fel, hogy az 'e'-tengely az áramvonal érintője legyen, az 'n' koordináta az áramvonalat az érintési pontban a görbületi középponttal összekötő normálisa, a harmadik, 'b' koordináta pedig az első kettő síkjára merőleges binormális, akkor az Euler-egyenlet érintő irányú komponense:
{\displaystyle v{\frac {\partial v}{\partial e}}=-{\frac {1}{\rho }}{\frac {\partial p}{\partial e}}+g_{e}}
Az egyenlet normális irányú komponense pedig:
{\displaystyle -{\frac {v^{2}}{R}}=-{\frac {1}{\rho }}{\frac {\partial p}{\partial n}}+g_{n}},
A binormális irányú komponens pedig, mivel ebben az irányban nincs gyorsulás:
{\displaystyle 0=-{\frac {1}{\rho }}{\frac {\partial p}{\partial b}}+g_{b}}
ahol 
{\displaystyle R} az áramvonal görbületi sugara,
{\displaystyle g_{e}} a nehézségi gyorsulás érintő irányú,
{\displaystyle g_{n}} a normális irányú,
{\displaystyle g_{b}} pedig a binormális irányú komponense.